# Georges Chevrot
Pour les articles homonymes, voir Chevrot.
Georges Chevrot, né à Paris le 8 janvier 1879 et mort à Paris le 4 février 1958, est un prélat et prédicateur français.

## Biographie
Ordonné prêtre en 1903, il est missionnaire du diocèse de Paris, puis curé de la paroisse Saint-François-Xavier de 1930 à 1958. Il est nommé chanoine honoraire en 1933 et prélat de Sa Sainteté en 1939. Il est prédicateur de carême à Notre-Dame de Paris en 1938, 1939 et 1940. Pendant l'Occupation, il s'engage comme résistant dans le Front national de l'indépendance de la France. Il est élu membre de l'Académie des sciences morales et politiques en 1947.

## Distinctions
- Chevalier de la Légion d'honneur (1919)
- Médaille de la Résistance française (1945)

## Principales publications
- Jésus et la Samaritaine. 25 sermons prêchés dans l'église Saint-François-Xavier (1936), prix Juteau-Duvigneaux de l’Académie française en 1938
- Simon-Pierre, 24 sermons prêchés dans l'église Saint-François-Xavier (1937), prix Juteau-Duvigneaux de l’Académie française en 1938
- La Formation eucharistique des enfants au foyer (1938)
- L'Évangile au secours de notre infirmité (1938)
- L'Éternelle actualité de l'Évangile. La Vie de l'homme nouveau, suivie de la retraite pascale (1939)
- L'Éternelle actualité de l'Évangile. Évangile et patriotisme (1940)
- Notre messe, instructions paroissiales (1942)
- Dans le silence, vingt-quatre sermons prêchés en l'Église Saint-François-Xavier (1944)
- L'Abbé Roger Derry, décapité à Cologne le 15 octobre 1943 (1946)
- Les Petites Vertus du foyer (1949). Réédition : Le Laurier, Paris, 2005.
- La Rencontre du Seigneur, instructions paroissiales (1949)
- L'Évangile en plein air, 10 minutes au micro de Radio-Luxembourg. 1re série. En regardant les animaux (1950)
- L'Évangile en plein air, 10 minutes au micro de Radio-Luxembourg. 2e série. En regardant la nature (1950)
- La Victoire de Pâques, instructions paroissiales pour le temps pascal (1950)
- L'Évangile au foyer (1951)
- Les Béatitudes (1952)
- Les Dimanches d'été, instructions paroissiales (1954)
- Et moi, je vous dis (1955)
- Sous le figuier (1956)
- Le Temps de l'Église, instructions paroissiales (1958)
- Dans le secret (1958)